# Chasseur d'orages
L'activité du chasseur d'orages consiste à traquer un orage générant des tornades ou pas, dans le but de le photographier et de l'observer. Cette traque – qui a de plus en plus d'adeptes dans le monde – a permis à des chercheurs bien équipés de mieux connaître ces phénomènes météorologiques. Cependant, la plupart des chasseurs d'orages le font seulement pour assister aux phénomènes violents associés au cumulonimbus : foudre, grêle, rafale descendante et tornade.

## Histoire
Les orages sont des phénomènes météorologiques ayant un faible diamètre, soit quelques kilomètres. Le réseau de stations terrestres de prises de données est beaucoup plus espacé et il est facile pour un tel nuage de passer entre ses mailles. Même lorsque les orages s'organisent en complexes ou en lignes, les endroits qui sont frappés par du temps violent sont très localisés. Depuis la formation des différents services météorologiques à travers le monde au XIXe siècle, ces derniers ont toujours donc bien accueilli des observations supplémentaires venant d'individus ayant observé le passage d'orages.
Avec le développement des transports individuels au XXe siècle, les observateurs ont pu se déplacer vers les orages au lieu d'attendre leur arrivée. C'est ainsi que le phénomène des chasseurs d'orages est apparu dans les Grandes Plaines américaines. En effet, cette région est particulièrement propice aux tornades, ayant comme surnom la Tornado Alley, et se trouve dans le berceau de l'automobile de masse. Le premier chasseur reconnu est Roger Jensen (1933–2001), un résident de Fargo (Dakota du Nord) qui suivit des orages dans la région de Lake Park (Minnesota) en 1951,. Les pionniers dans ce domaine ont donné de précieuses indications aux chercheurs en météorologie.
En 1972, l'University of Oklahoma et le National Severe Storms Laboratory commencèrent le projet Tornado Intercept Project. C'était le premier déploiement coordonné et à grande échelle pour obtenir des informations in situ sur les tornades. Ce projet créa un vaste groupe de chasseurs de tornades qui continua ses activités ensuite et publia le magazine Stormtrack. Différents instruments, dont des radars météorologiques portatifs, ont été déployés lors de ces chasses. Les campagnes les plus récentes dans ce domaine sont les expériences VORTEX.
Durant la même période, le National Weather Service a intensifié le recrutement et la formation d’observateurs volontaires afin que ceux-ci puissent alerter le bureau le plus proche du NWS lors du développement d’orages violents. Le programme, appelé Skywarn, s’adressait surtout aux services de police et d’incendies locaux, aux ambulanciers, aux personnels de la sécurité civile et aux radioamateurs qui sont souvent les premiers intervenants dans ce genre de situation. La formation sur la reconnaissance des nuages pouvant produire des tornades, de la grêle, des vents violents et des pluies torrentielles était également donné à tous ceux qui voulaient devenir observateurs volontaires. Lors de situations potentiellement violentes ce réseau d’observateurs est alerté pour rapporter tout événement, sans cependant partir en chasse, et pour recevoir les alertes du NWS. En 2021, il y avait de 350 000 à 400 000 observateurs volontaires dans le réseau Skywarn. Un réseau équivalent a été mis sur pied dans chaque région de responsabilité du Service météorologique du Canada, nommé à plusieurs endroits Canwarn.
Le phénomène de la chasse des orages prenant de l'ampleur, à cause de la couverture médiatique des tornades et d'Internet, de nombreux néophytes se sont mis, dans les années 1990, à chasser les orages juste pour la recherche de sensations fortes. Il existe désormais des voyagistes qui organisent ce type d'excursion. Tout ceci amène un engorgement dangereux des routes et des chemins lors d'événements orageux dans le Midwest et les vrais chercheurs ne représentent plus qu'un faible pourcentage des pratiquants.
Le phénomène s'est également répandu à plusieurs pays à travers le monde grâce à des films comme Twister de 1996. Bien que les tornades ne soient pas nécessairement très courantes dans ces pays, les chasseurs d'orages sont en général des mordus de météorologie qui peuvent signaler d'autres dangers comme la grêle ou des vents destructeurs aux autorités en plus de satisfaire leur passion. En Europe, plusieurs pays ont ainsi des réseaux de volontaires qui ne sont pas reliés aux services météorologiques nationaux. Notons les réseaux Skywarn Europe et Tornado and Storm Research Organisation (TORRO). Des équipes de recherche opèrent également dans certains pays de manière similaire aux chasseurs nord-américains mais en général seulement pour des campagnes limitées.

## Description
Une chasse à l'orage peut se pratiquer en solo ou en groupe. Cela consiste concrètement à s'approcher sans excès de l'orage, afin de pouvoir le photographier et l'étudier. Une chasse à l'orage par des scientifiques est organisée longtemps à l'avance, quand la prévision météorologique à long terme prédit leur développement. Ils préparent leurs équipements, leurs moyens de transport, tout le matériel de communication et leurs cartes de la région visée. Une chasse à l'orage peut durer d'une heure à plusieurs heures, voire plusieurs jours. Elle peut comptabiliser quelques dizaines à plusieurs centaines de kilomètres. Ils resteront en bordure de l'orage.
Les amateurs ont plus ou moins les mêmes méthodes de préparation pour leurs chasses, certains font même des prévisions relativement correctes. Leur but principal est le côté artistique avant tout ; ils chercheront donc à photographier ou filmer l'orage et les éclairs. Des clubs sont fondés autour de cette activité dans chaque pays. Les amateurs ont souvent une bonne connaissance de la météorologie et des dangers ; et peuvent donner de bonnes informations aux autorités sur la progression des orages qui permettent d'avertir la population menacée.

## Équipement
L'équipement des chasseurs d'orages varie selon leur degré de professionnalisme ou leur investissement dans l'activité, ainsi que selon leurs connaissances et leurs buts. Les scientifiques ou même certains amateurs pourront apporter différents instruments de mesure et même des radars portables, les chasseurs amateurs apporteront principalement des appareils photo, caméras, ordinateurs portables.

### Communication
Depuis toujours, les chasseurs d'orages doivent savoir quand et où se développent les orages. L'équipement de communication est donc important depuis les débuts pour recevoir les prévisions météorologiques, pour rejoindre d'autres chasseurs qui servent d'éclaireurs et pour suivre les communications des forces policières ou d'urgence lors de phénomènes violents.
La radio onde courte, puis la bande CB, était l'équipement original. L'arrivée du télécopieur allié à la radio permis de recevoir des cartes météorologiques ainsi que des images des radars et satellites météorologiques en noir et blanc. Durant les années 1990, la miniaturisation des composantes électroniques a permis d'utiliser la télévision pour recevoir les émissions de nouvelles pour toute observation de temps violent. Le téléphone mobile remplace maintenant de plus en plus la radio et le CB.
Le développement de l'Internet et des ordinateurs portables a grandement amélioré la quantité et la qualité des données pouvant être reçues et envoyées. Au début, son utilisation était limitée car les chasseurs devaient se connecter à une ligne terrestre. Mais vers la fin des années 1990, le nombre de sites météorologiques et le développement de l'internet sans fil (Wi-Fi et par téléphonie cellulaire) a permis de rester en contact continu. En 2004, la radio par satellite a fait son apparition. Certaines compagnies utilisent ce moyen pour envoyer leur signaux internet. Contrairement aux signaux reçus par téléphonie mobile conventionnelle, il n'y a pas de zone d'ombre ce qui permet de recevoir même dans les coins les plus reculés lors d'une chasse. En même temps, des logiciels plus puissants de traitements des données radars ont permis aux chasseurs aux États-Unis de recevoir un plus grand éventail de produits des radars du National Weather Service.

### Positionnement
Les cartes routières et les cartes topographiques à échelles plus fines ont toujours été utilisées afin de pouvoir se guider lors d'une chasse. Elles sont cependant de plus en plus remplacées, depuis la popularisation du repérage par satellite (GPS), par des récepteurs et logiciels d'affichage. En 2002, un premier programme sur Windows est mis sur le marché pour combiner les images radars géoréférencées et le GPS, appelé SWIFT WX, permettant au chasseur de se situer par rapport à l'orage.

### Instrumentation
Les amateurs ont commencé par la photographie puis sont passés (en plus de la photographie) au film 16 mm et 8 mm. Durant les années 1980, les caméras vidéo Beta, puis VHS, ont remplacé graduellement le film. On est maintenant rendu au format DVD. Au cours des années 1990, la miniaturisation électronique a permis l'utilisation de radars marins pour repérer les précipitations. Ces radars sont conçus pour usage en mer et sont en général illégaux pour l'usage terrestre car ils peuvent interférer avec les radars de contrôle routier ou d'autres appareils électroniques. Les mordus ont cependant souvent passé outre à cette interdiction. Les premiers détecteurs de foudre portables sont apparus durant la même période.
Maintenant, des radars conçus pour la météorologie sont utilisés et tout à fait légaux. Sur le web, des cartes et animations satellites, radars et activité électrique sont d'une grande utilité.
Les groupes de recherche utilisent des anémomètres, de capteurs de températures et d'humidité, des détecteurs de foudre plus sophistiqués et même des radars météorologiques Doppler mobiles comme les Doppler on Wheels. Le tout sert à étudier l'environnement et les effets de l'orage.

## Activité par pays

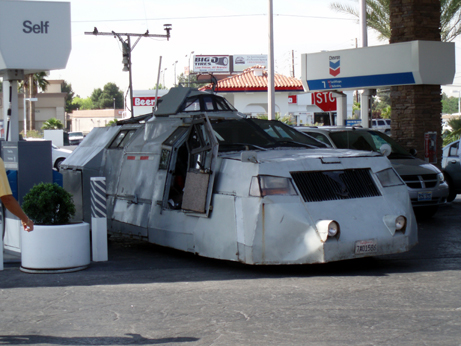
Camionnette spécialement modifiée pour chasser les orages violents dans le cadre d'un documentaire IMAX et pour l'émission Storm Chasers.

La chasse à l'orage est une activité saisonnière qui dépend des conditions favorables au développement de ceux-ci. En général, la saison s'étend du printemps à l’automne dans les régions tempérées et peut s'étendre à l'année longue sous les tropiques. Dans les Grandes Plaines américaines, la chasse se fait surtout en mai et juin, durant le pic de l'activité orageuse de cette région. Dans les Prairies canadiennes, la période va être un peu décalée vers juin et juillet. On peut compter jusqu'à quelques centaines de personnes impliquées lors de journées particulièrement actives. Des clubs de chasseurs d'orages existent également dans l'est des États-Unis et du Canada, il s'agit plus de mordus de météo que de chercheurs. Finalement, plusieurs documentaires et émissions télévisées sont régulièrement produits par des chasseurs professionnels.
En Europe, on compte des petits groupes d'amateurs en Italie, Espagne, France, Belgique, Allemagne, Finlande, Pays-Bas et en Suisse. Dans le sud-est de l'Australie et en Nouvelle-Zélande, des groupes se sont organisés et leur pic d'activité se situe en novembre et décembre. On compte également certains chasseurs en Israël. Plusieurs amateurs et touristes de ces pays vont également visiter les plaines de l'ouest de l'Amérique du Nord simplement par tourisme, mais d'autres participent à de vraies chasses à l'étranger.

### France
En France, c'est depuis les années 1990 et surtout 2000 que cette activité se répand, avec une hausse depuis 2005. Les chasseurs d'orages y sont répartis de manière homogène selon les régions, avec quand même un petit pic pour le Centre-Ouest et l'Île-de-France[réf. nécessaire]. Cette activité restant relativement dangereuse les néophytes se joignent le plus souvent à des clubs,, et suivent une formation météorologique à Météo-France ou avec d'autres organismes.